# Mauvas
Mauves (en francès Mauves) és un municipi francès situat al departament de l'Ardecha i a la regió d'Alvèrnia-Roine-Alps. L'any 2007 tenia 1.129 habitants.

## Demografia

### Població
El 2007 la població de fet de Mauves era de 1.129 persones. Hi havia 450 famílies de les quals 115 eren unipersonals (69 homes vivint sols i 46 dones vivint soles), 135 parelles sense fills, 162 parelles amb fills i 38 famílies monoparentals amb fills.
La població ha evolucionat segons el següent gràfic:
Habitants censats

### Habitatges
El 2007 hi havia 516 habitatges, 450 eren l'habitatge principal de la família, 20 eren segones residències i 46 estaven desocupats. 429 eren cases i 84 eren apartaments. Dels 450 habitatges principals, 319 estaven ocupats pels seus propietaris, 123 estaven llogats i ocupats pels llogaters i 8 estaven cedits a títol gratuït; 1 tenia una cambra, 33 en tenien dues, 47 en tenien tres, 112 en tenien quatre i 257 en tenien cinc o més. 354 habitatges disposaven pel capbaix d'una plaça de pàrquing. A 173 habitatges hi havia un automòbil i a 250 n'hi havia dos o més.

### Piràmide de població
La piràmide de població per edats i sexe el 2009 era:
| Homes | Edats   | Dones |
| ----- | ------- | ----- |
| 0     | 95 o +  | 0     |
| 0     | 90 a 94 | 4     |
| 4     | 85 a 89 | 0     |
| 4     | 80 a 84 | 8     |
| 16    | 75 a 79 | 20    |
| 20    | 70 a 74 | 16    |
| 20    | 65 a 69 | 20    |
| 8     | 60 a 64 | 12    |
| 32    | 55 a 59 | 12    |
| 40    | 50 a 54 | 36    |
| 56    | 45 a 49 | 64    |
| 44    | 40 a 44 | 36    |
| 40    | 35 a 39 | 52    |
| 64    | 30 a 34 | 32    |
| 28    | 25 a 29 | 24    |
| 28    | 20 a 24 | 36    |
| 48    | 15 a 19 | 60    |
| 32    | 10 a 14 | 36    |
| 24    | 5 a 9   | 44    |
| 20    | 0 a 4   | 48    |

## Economia
El 2007 la població en edat de treballar era de 775 persones, 573 eren actives i 202 eren inactives. De les 573 persones actives 519 estaven ocupades (286 homes i 233 dones) i 54 estaven aturades (25 homes i 29 dones). De les 202 persones inactives 73 estaven jubilades, 73 estaven estudiant i 56 estaven classificades com a «altres inactius».

### Ingressos
El 2009 a Mauves hi havia 469 unitats fiscals que integraven 1.170 persones, la mediana anual d'ingressos fiscals per persona era de 17.212 €.

### Activitats econòmiques
Dels 38 establiments que hi havia el 2007, 1 era d'una empresa alimentària, 1 d'una empresa de fabricació de material elèctric, 2 d'empreses de fabricació d'altres productes industrials, 9 d'empreses de construcció, 8 d'empreses de comerç i reparació d'automòbils, 4 d'empreses d'hostatgeria i restauració, 4 d'empreses d'informació i comunicació, 4 d'empreses de serveis, 3 d'entitats de l'administració pública i 2 d'empreses classificades com a «altres activitats de serveis».
Dels 12 establiments de servei als particulars que hi havia el 2009, 1 era un taller de reparació d'automòbils i de material agrícola, 3 guixaires pintors, 2 fusteries, 3 lampisteries, 1 electricista, 1 perruqueria i 1 restaurant.
Dels 2 establiments comercials que hi havia el 2009, 1 era una botiga de menys de 120 m² i 1 una peixateria.
L'any 2000 a Mauves hi havia 33 explotacions agrícoles que ocupaven un total de 240 hectàrees.

## Equipaments sanitaris i escolars
El 2009 hi havia 2 escoles elementals.

## Poblacions més properes
El següent diagrama mostra les poblacions més properes.